# Bangladesh vid världsmästerskapen i friidrott 2023
Bangladesh tävlade vid världsmästerskapen i friidrott 2023 i Budapest i Ungern mellan den 19 och 27 augusti 2023.

## Resultat
Bangladeshs trupp bestod av en idrottare.

### Herrar
Gång- och löpgrenar
| Idrottare      | Gren      | Inledande omgång | Inledande omgång | Försöksheat | Försöksheat | Semifinal        | Semifinal        | Final            | Final            |
| Idrottare      | Gren      | Resultat         | Placering        | Resultat    | Placering   | Resultat         | Placering        | Resultat         | Placering        |
| -------------- | --------- | ---------------- | ---------------- | ----------- | ----------- | ---------------- | ---------------- | ---------------- | ---------------- |
| Imranur Rahman | 100 meter | 10,50            | 1 Q              | 10,41       | 7           | Gick inte vidare | Gick inte vidare | Gick inte vidare | Gick inte vidare |